# El virginià (pel·lícula de 1929)
El virginià (títol original: The Virginian) és una pel·lícula western estatunidenca de 1929 dirigida per Victor Fleming i protagonitzada per Gary Cooper, Walter Huston i Richard Arlen. La pel·lícula es va basar en la novel·la de 1902 The Virginian d'Owen Wister i adaptada de la popular obra de teatre de 1904 en què Wister havia col·laborat amb el dramaturg Kirke La Shelle. Està doblada al català.

## Argument
Un vaquer de bon caràcter, que s'està enamorant de la nova mestra, té una crisi de consciència quan descobreix que el seu millor amic es dedica al robatori de bestiar.

## Repartiment
- Gary Cooper com el virginià
- Walter Huston com Trampas
- Richard Arlen com Steve
- Mary Brian com Molly Stark Wood
- Chester Conklin com oncle "Pa" Hughey
- Eugene Pallette com "Honey" Wiggin
- Victor Potel com Nebrasky
- E. H. Calvert com Jutge Henry
- Helen Ware com Mrs "Ma" Taylor
- George Chandler com Bug Ears
- Randolph Scott com conductor (sense acreditar)
- Nina Quartero com noia (sense acreditar)

## Producció
El virginià es va basar en la novel·la homònima de 1902 escrita per Owen Wister i la seva adaptació teatral de 1904.  Aquesta va ser la primera adaptació sonora de la novel·la, amb dues adaptacions al cinema mut estrenats el 1914 i el 1923.  La pel·lícula no va ser del tot fidel al llibre. 
La pel·lícula va ser dirigida per Victor Fleming ; va ser la seva primera pel·lícula sonora.  Gary Cooper, que havia aparegut en diverses pel·lícules mudes, va ser elegit com el virginià. Va ser el seu primer paper protagonista en un western i la seva primera pel·lícula sonora.   Va ser entrenat amb l'accent virginià per Randolph Scott. 
La producció va començar a finals de maig de 1929, amb el rodatge fet a Sonora, Califòrnia  i Lone Pine, Califòrnia. Les escenes del ferrocarril es van filmar al Sierra Railway a Cooperstown, prop d'Oakdale, al comtat de Stanislaus, Califòrnia. Hi va haver poc rodatge d'estudi.  Per rodar escenes a l'aire lliure, els cineastes van utilitzar càmeres dirigides (càmeres amb insonorització interna), que eren una innovació recent. 
La pel·lícula presentava la cançó tradicional " Bury Me Not on the Lone Prairie ", tarareada i cantada per Richard Arlen.

## Tècniques i estil
En lloc de sincronitzar cada so a la pantalla amb una acció mostrada, El virginià va tractar el so com a vegades independent de l'acció; això va permetre un major simbolisme. La pel·lícula també utilitzava molt sons naturals, com el bestiar.  Aquest efecte va ser facilitat pels llocs de rodatge a l'aire lliure. 

## Recepció
El virginià es va estrenar el 9 de novembre de 1929,  amb una reestrena el 1935.  Bruce Eder, escrivint per a Allmovie, assenyala que la pel·lícula va ser una fita significativa en la carrera de Cooper.  Segons l'American Film Institute, El virginià és "un dels primers westerns produïts per l'estudi, a gran escala i amb tots els diàlegs".  No obstant això, com que el personatge principal té pocs diàlegs, Cooper va ser tipificat com un home de poques paraules, descrit per l'historiador del cinema Lee Clark Mitchell com un actor "sí i no".  Cooper després la va anomenar la seva pel·lícula preferida. 
La ressenya de Variety va assenyalar que la pel·lícula barrejava diversos aspectes dels westerns anteriors. La ressenya descrivia l'escena on el virginià ha d'enviar els seus camarades a una mort segura "una de les seqüències més esgarrifoses i vívides que s'han vist mai abans".  Eder va elogiar les caracteritzacions i l'ús del so, i va resumir que la pel·lícula va ser "una experiència visual que val molt la pena".  L'historiador del cinema Colin Shindler assenyala que The Virginian, juntament amb Cimarron, va ser un dels primers westerns a manejar bé el so.  El crític de cinema Emanuel Levy atorga a la pel·lícula un B+, assenyalant que Cooper va mostrar un conflicte moral similar al seu paper a la pel·lícula posterior Sol davant el perill (1952). 
A causa del mal manteniment, les úniques còpies supervivents de El virginià a la dècada de 1960 eren de mala qualitat sonora i visual; Eder els descriu com "una tasca de mirar". L'alternativa per a la majoria del públic era veure l' adaptació de 1946. A la dècada de 1990, la pel·lícula va ser restaurada i es va fer més àmpliament disponible.  Una altra adaptació de la novel·la, una sèrie de televisió, va durar nou temporades de 1962 a 1971.  La pel·lícula també va donar forma a la visió dels vaquers com a personatges cavallerescos, lent però durs. 
La pel·lícula està reconeguda per l'American Film Institute en aquestes llistes:
- 2003: AFI's 100 anys... 100 herois i dolents :
- * El virginià - heroi nominat[17]
- 2005: 100 anys d'AFI... 100 cites de pel·lícules :
- * El virginià: "If you wanna call me that, smile". – nominat[18]